# Dekret o povinném tykání
Dekret o povinném tykání vydal Národní konvent dne 8. listopadu 1793. Francouzští revolucionáři považovali vykání za přežitek ancien régime a tykání jako rovnostářský přístup a výraz univerzálního pouta spojujícího lidské bytosti. Přijali zásadu, která se používala ve Společnosti přátel, aby byly odstraněny všechny společenské rozdíly vyjádřené vykáním. Dekret ukládal používat tykání mezi všemi francouzskými občany bez ohledu na jejich profesi, funkci nebo hierarchické postavení. Tato praxe však posléze opět zmizela.
Neexistovala ovšem žádná zákonná povinnost, která by ukládala použití tykání i mimo úřady. Dne 11. listopadu 1793 poslanec Claude Basire navrhl zákon, který by zavedl i toto, ale poslanec Jacques Alexis Thuriot a rovněž tak Konvent se proti tomu postavil ve jménu svobody. Výbor pro veřejnou bezpečnost praxi tykání užíval ve své korespondenci již od konce října. Až po 9. thermidoru se rozšířila legenda o úplném povinném tykání a povinném nošení frygické čapky.